# M 38 (звёздное скопление)
M 38 (также известно как Мессье 38 и NGC 1912) — рассеянное звёздное скопление в созвездии Возничего.

## История открытия
Скопление было открыто Джованни Годиерной до 1654 года. Независимо от этого оно было обнаружено Гийомом Лежантилем в 1749 году.

## Характеристики
M38 находится на расстоянии 4200 световых лет от Земли.

## Наблюдения

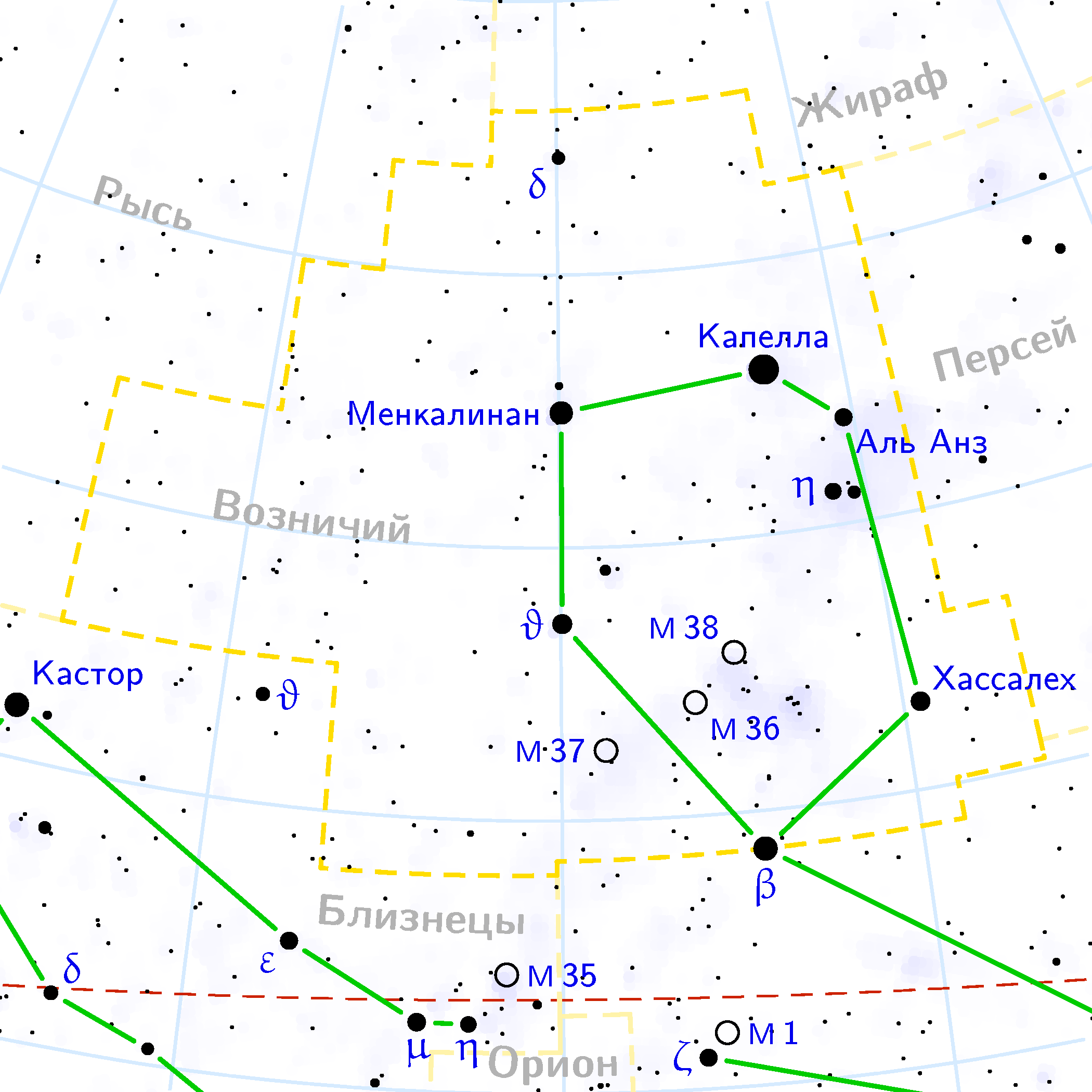
Рассеянное скопление M 38 находится в Созвездии Возничего

М38 самое неяркое из трёх знаменитых рассеянных скоплений Возничего. Оно, как и всё созвездие, доступно для наблюдений с осени до весны. В бинокль его нетрудно найти на середине отрезка θ-ι Возничего. В телескоп умеренной (100—127 мм) апертуры скопление разрешается на несколько десятков белых и желтоватых звёзд, собранных в фигуру, напоминающую след птицы, романтичные натуры называют это скопление «След Динозавра».
К югу от M 38 (примерно в полуградусе) можно найти более компактное и неяркое скопление звёзд NGC 1907.

### Соседи по небу из каталога Мессье
- M 36 — (в паре градусов на юго-восток) более яркое, но бедное звёздами скопление;
- M 37 — (еще далее на юго-восток) третье яркое скопление Возничего;
- M 45 — Плеяды (на юго-запад в созвездии Тельца);
- M 1 — (к югу, в созвездии Тельца) знаменитая Крабовидная туманность;
- M 35 — (на юго-восток, в созвездии Близнецов) яркое рассеянное скопление;

### Последовательность наблюдения в «Марафоне Мессье»
…M 45 → M 1 → M 38 → M 36 → M 37…